# Буттісгольц
Буттісгольц (нім. Buttisholz) — громада в Швейцарії в кантоні Люцерн, виборчий округ Зурзее.

## Географія
Громада розташована на відстані близько 55 км на схід від Берна, 18 км на північний захід від Люцерна.
Буттісгольц має площу 16,7 км², з яких на 8,3 % дозволяється будівництво (житлове та будівництво доріг), 73 % використовуються в сільськогосподарських цілях, 16,5 % зайнято лісами, 2,1 % не є продуктивними (річки, льодовики або гори).

## Демографія
2019 року в громаді мешкало 3333 особи (+6,7 % порівняно з 2010 роком), іноземців було 12,6 %. Густота населення становила 199 осіб/км².
За віковим діапазоном населення розподілялося таким чином: 24,7 % — особи молодші 20 років, 60,5 % — особи у віці 20—64 років, 14,7 % — особи у віці 65 років та старші. Було 1253 помешкань (у середньому 2,6 особи в помешканні).
Із загальної кількості 1738 працюючих 218 було зайнятих в первинному секторі, 757 — в обробній промисловості, 763 — в галузі послуг.